# Pogórze Orlickie

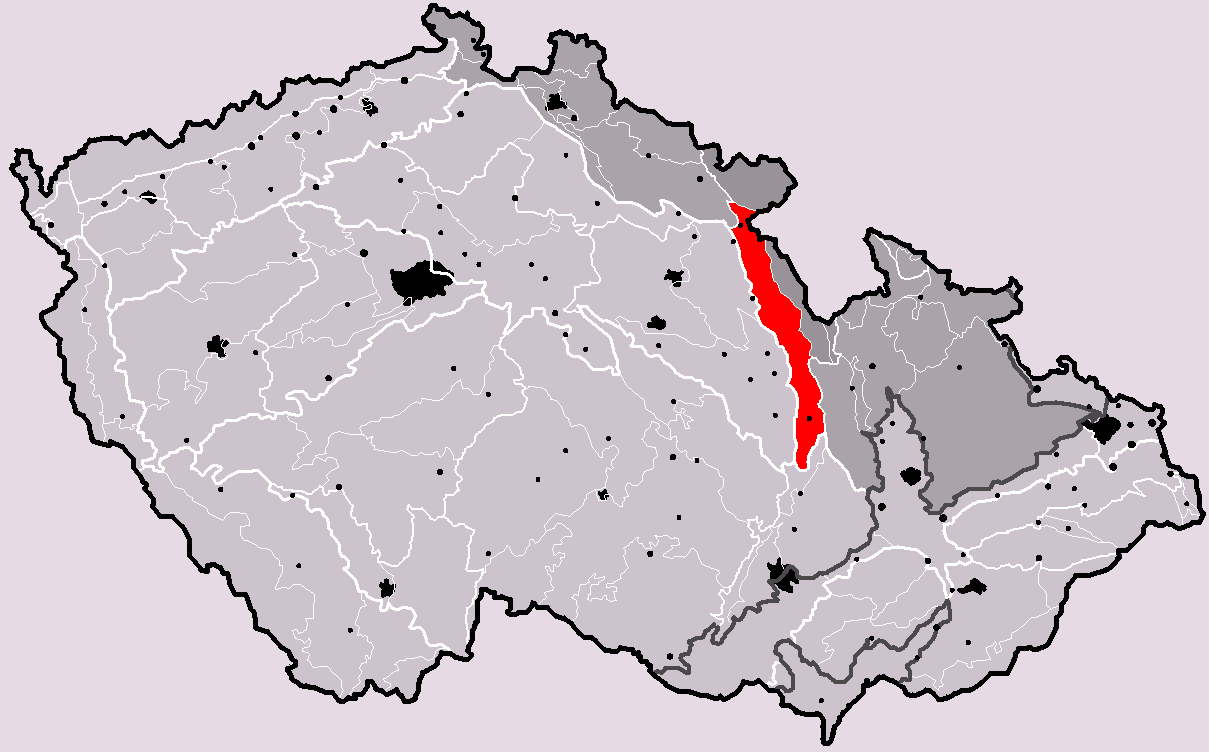
Pogórze Orlickie na mapie Czech

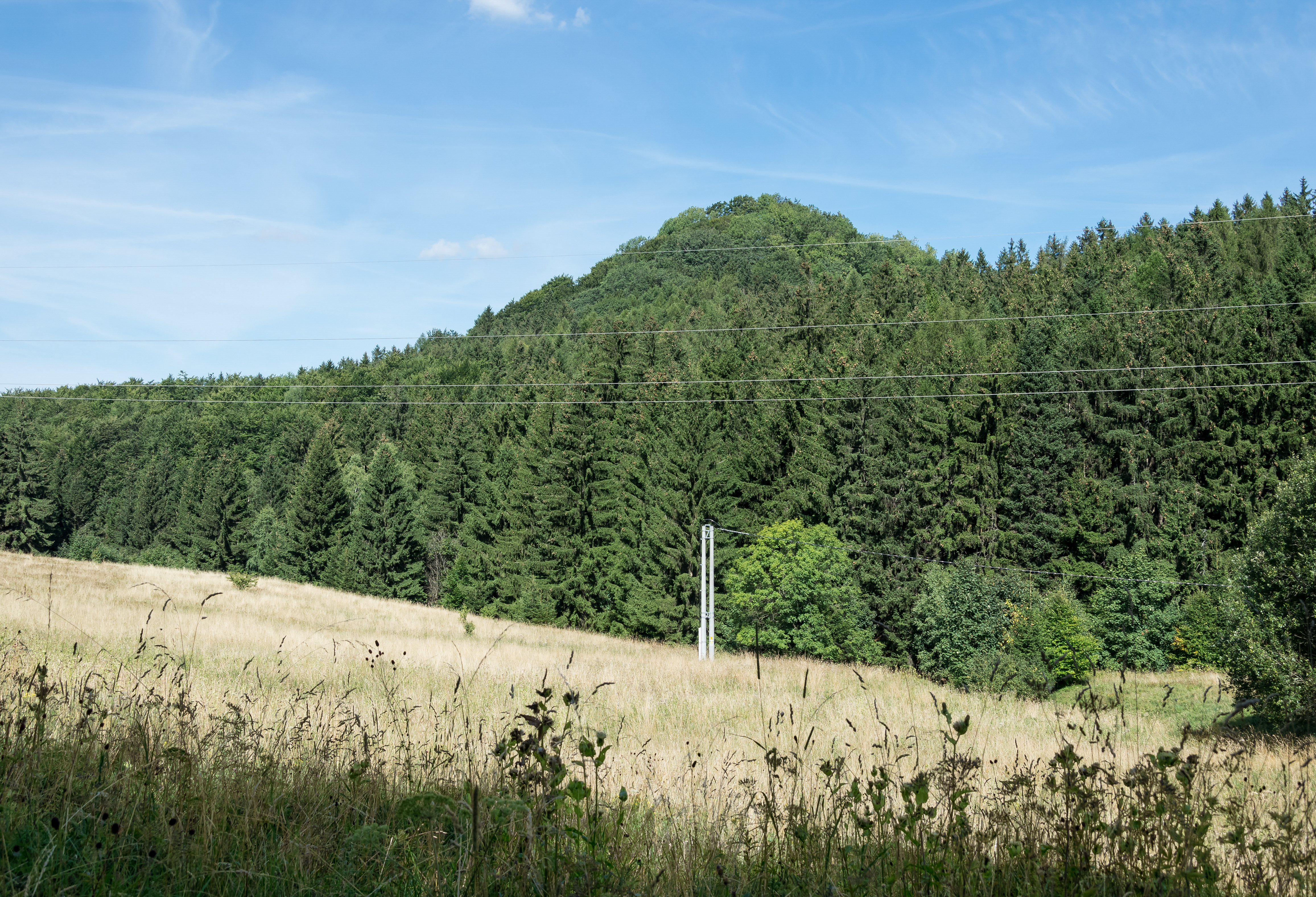
Gomoła we Wzgórzach Lewińskich

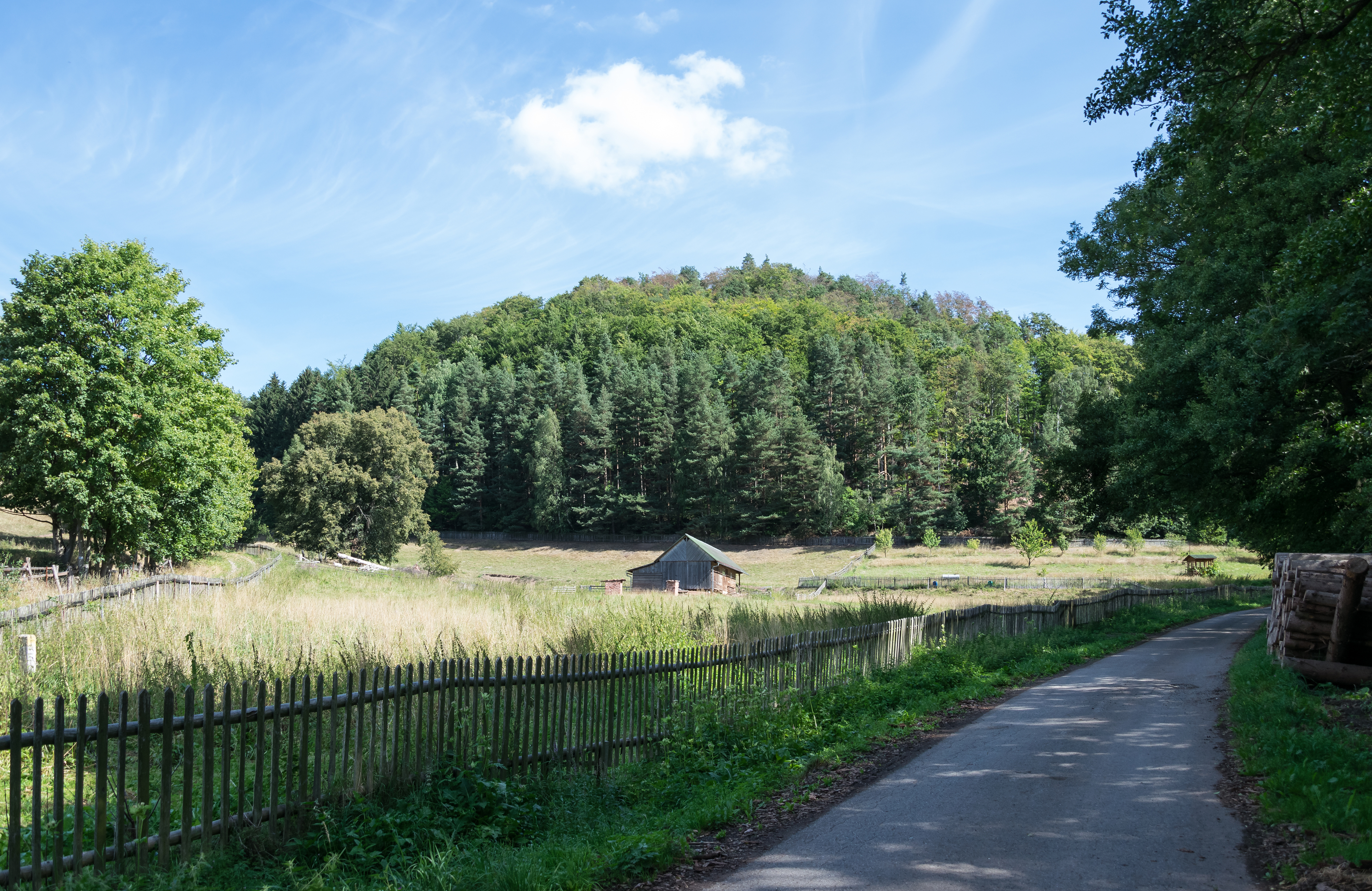
Lewińska Czuba we Wzgórzach Lewińskich

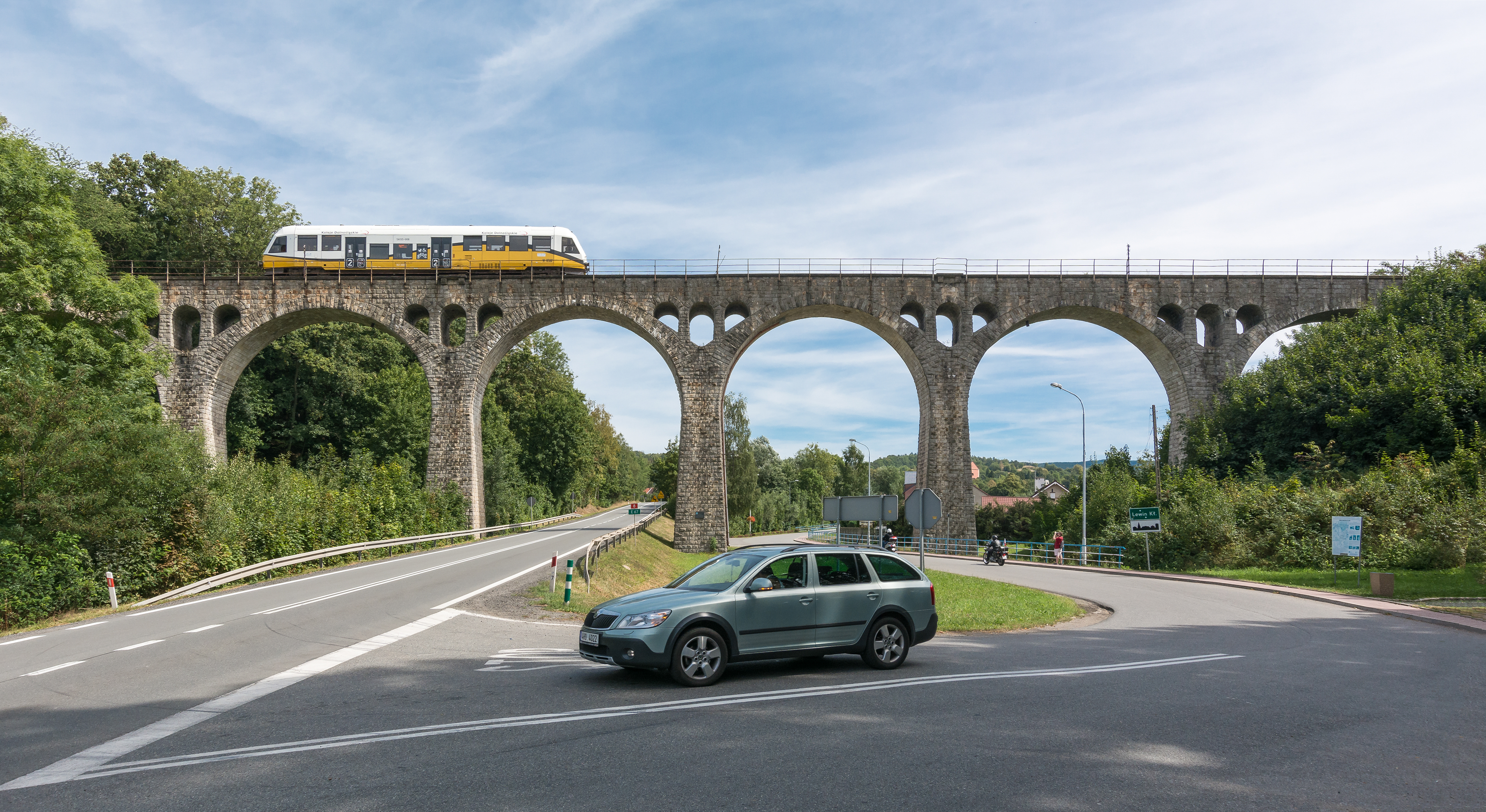
Wiadukt kolejowy w Lewinie Kłodzkim

Pogórze Orlickie (332.51; czes. Podorlická pahorkatina) – według podziału fizycznogeograficznego J. Kondrackiego i W. Walczaka mezoregion wchodzący w skład Sudetów Środkowych. W jego skład wchodzą mikroregiony: Wzgórza Lewińskie i Obniżenie Kudowy. Większość mezoregionu leży na terenie Czech, a do Polski należy tylko mały fragment tego mezoregionu między miejscowościami Duszniki-Zdrój, Kulin Kłodzki i Kudowa-Zdrój.